# Горња Радња
Горња Радња је насељено мјесто у општини Теслић, Република Српска, БиХ. Према попису становништва из 1991. у насељу је живјело 1.033 становника.

## Становништво
| Националност       | 1991.          | 1981.          | 1971.          | 1961. |
| Срби               | 1.009 (97,67%) | 1.117 (98,76%) | 1.070 (99,16%) | 972   |
| Југословени        | 11 (1,06%)     | 9 (0,79%)      |                |       |
| Хрвати             | 7 (0,67%)      | 4 (0,35%)      |                | 1     |
| остали и непознато | 6 (0,58%)      | 1 (0,08%)      | 9 (0,83%)      |       |
| Укупно             | 1.033          | 1.131          | 1.079          | 973   |

| Демографија | Демографија | Демографија |
| Година      | Становника  | Становника  |
| ----------- | ----------- | ----------- |
| 1961.       | 973         |             |
| 1971.       | 1.079       |             |
| 1981.       | 1.131       |             |
| 1991.       | 1.006       |             |